# Пчелинцев, Владимир Иванович
Владимир Иванович Пчелинцев (9 июня 1942, Вологда) — генерал-майор ВС СССР и ВС РФ, начальник Ульяновского гвардейского высшего танкового командного училища в 1987—1991 годах и начальник Ульяновского гвардейского суворовского военного училища в 1991—1994 годах.

## Биография
Уроженец Вологды, посещал аэроклуб и увлекался самолётами. Изначально планировал поступить в училище морской авиации в Лебяжье (Ленинградская область), однако его расформировали. По возвращении домой был призван в армию, отслужил в танковых войсках. В 1959 году поступил во 2-е Ульяновское танковое училище имени М. В. Фрунзе, но его расформировали в 1960 году, поэтому окончил Харьковское гвардейское высшее танковое командное училище в 1962 году. Служил на посту командира взвода, роты, батальона, начальника штаба и командира полка, начальника штаба и командира дивизии. Участник Афганской войны, командовал танковой дивизией.
Начальник Ульяновского гвардейского высшего танкового командного училища в 1987—1991 годах. Позже оно было переформировано в Ульяновское гвардейское суворовское военное училище, а сам генерал-майор в 1991—1994 годах был его первым начальником.

## Награды
- Орден Красной Звезды (дважды)[7]
- Орден «За службу Родине в Вооружённых Силах СССР»[7] III степени
- Медаль «За боевые заслуги»[4]
- Медаль «Ветеран Вооружённых Сил СССР»[8]
- Медаль «50 лет Вооружённых Сил СССР»[8]
- Медаль «60 лет Вооружённых Сил СССР»[8]
- Медаль «70 лет Вооружённых Сил СССР»[8]
- Медаль «За безупречную службу» I степени[8]
- Медаль «За безупречную службу» II степени[8]
- Медаль «За безупречную службу» III степени[8]
- три афганских награды[7], в том числе
  - Медаль «70 лет восстановления независимости Афганистана»[4]
  - Медаль «За хорошую охрану границ»[4]
  - Медаль «Воину-интернационалисту от благодарного афганского народа»[4]
- иные медали[8]
- Почётный знак Ульяновской области «За веру и добродетель»[9]